# سلطانة (رواية)
سلطانة رواية أردنية  ألفها الكاتب الأردني غالب هلسا سنة 1987، وقع اختيارها كواحدة من ضمن قائمة أفضل مئة رواية عربية.

## تقديم الكتاب
العمل يلقي الضوء علي طبيعة الحياة الاجتماعية أواسط القرن العشرين في عمَان كما يتناول سيرة حياة غالب هلسا الذي عاش أغلب حياته مبعداً عن وطنه.